# Stazione di Bernina Lagalb
La stazione di Bernina Lagalb è una stazione ferroviaria posta sulla ferrovia del Bernina, gestita dalla Ferrovia Retica. È posta nella località di Lagalb.

## Storia
La stazione venne attivata nel 1962, contemporaneamente alla funivia adiacente.